# Canton de Cannes-Est
Le canton de Cannes-Est est une ancienne division administrative française, située dans le département des Alpes-Maritimes et la région Provence-Alpes-Côte d'Azur.

## Composition

### Ancien canton de Cannes (jusqu'en 1973)
Il était composé des communes de Cannes, Le Cannet, Mougins, Mouans-Sartoux, Mandelieu et La Roquette.
La commune du Cannet quitte le canton de Cannes en 1957 (décret du 21 octobre 1957) pour former le Canton du Cannet.

### Canton de Cannes-Est (de 1973 à 2015)
Le canton de Cannes-Est se composait d’une fraction de la commune de Cannes. Il comptait 26 332 habitants (population municipale) au 1er janvier 2012.
| Nom                | Code Insee | Intercommunalité         | Population (dernière pop. légale)               |
| ------------------ | ---------- | ------------------------ | ----------------------------------------------- |
| Cannes (chef-lieu) | 06029      | CA Cannes Pays de Lérins | Fraction : 26 332(2012) Commune : 73 744 (2014) |

## Histoire
Le canton de Cannes-Est a été créé en 1973 (décret du 16 août 1973), en dédoublant le canton de Cannes.

## Représentation

### Conseillers généraux de l'ancien canton de Cannes (qui faisait partie du département du Var jusqu'en 1860)
| Période       | Période          | Identité                          | Étiquette               | Qualité |
| ------------- | ---------------- | --------------------------------- | ----------------------- | --- |
| 1833          | 1842             | Esprit Violet (1781-1871)         |                         | Négociant et notaire à Cannes |
| 1842          | 1848             | Jean Antoine Félix Gazan (1805-?) |                         | Juge d'instruction au Tribunal civil de Grasse Propriétaire à Vallauris                                                                     |
| 1848          | 1861             | Marius Barbe                      |                         | Négociant, maire de Cannes (1849-1861) |
| 1861          | 1867             | Félix Guillaume                   |                         | Ingénieur des Ponts et Chaussées |
| 1867          | 1874 (décès)     | Joseph-Donat Méro (1806-1874)     |                         | Parfumeur Maire de Cannes (1865-1874) |
| 1874          | 1877             | Léon Rigal (1843-1914)            | Droite                  | Avocat et banquier à Cannes, conseiller d'arrondissement                                                                                    |
| 1877          | 1902 (décès)     | Jean Hibert (1833-1902)           | Républicain             | Avocat, bâtonnier de l'ordre - Maire de Cannes (1895-1902)                                                                                  |
| 1902          | 1910 (démission) | André Capron                      | Républicain puis FR     | Comptable Maire de Cannes (1902-1910, 1912-1914, 1916-1929) Député (1928-1930)                                                              |
| 1910          | 1919             | Raymond Caisson                   | Radical                 | Entrepreneur de maçonnerie à Cannes |
| 1919          | 1930 (décès)     | André Capron                      | FR                      | Maire de Cannes (1902-1910, 1912-1914, 1916-1929) Député (1928-1930)                                                                        |
| 1931          | 1931             | Pierre Nouveau (1883-1967)        | Républicain Indépendant | Architecte à Cannes |
| 1931          | 1940             | François Arluc (1880-1947)        | Républicain             | Architecte et ingénieur à Cannes Nommé membre de la Commission administrative départementale en 1941 Nommé conseiller départemental en 1943 |
|               |                  |                                   |                         | |
| 1945          | 1950 (décès)     | Raymond Picaud (1882-1950)        | URR-PCF                 | Médecin - Maire de Cannes (1945-1947) |
| 1950          | 1958             | Pierre Nouveau                    | RGR                     | Architecte Maire de Cannes (1935-1940 et 1953-1959)                                                                                         |
| 1958          | 1963 (démission) | Lucien Bonhomme (1910-1994)       | DVD ex-UDSR             | Médecin urologue Premier adjoint au maire de Cannes                                                                                         |
| 28 avril 1963 | 1973             | Bernard Cornut-Gentille           | SE puis CD puis DVG     | Diplomate, Préfet et Haut-commissaire Député (1958-1968) Maire de Cannes (1959-1968 et depuis 1971)                                         |

### Conseillers d'arrondissement du canton de Cannes (1833 à 1940)
Le canton de Cannes avait deux conseillers d'arrondissement de 1861 à 1926.
| Période                                  | Période      | Identité                           | Étiquette                | Qualité |
| ---------------------------------------- | ------------ | ---------------------------------- | ------------------------ | --- |
| 1833                                     | 1836         | Pierre François Gaspard Rigal      |                          | Négociant à Cannes                                                                                          |
| 1836                                     | 1848         | M. Desmarets                       |                          | |
|                                          |              |                                    |                          | |
| avant 1869                               |              | M. Brun                            |                          | Maire de Mandelieu                                                                                          |
| avant 1869                               | 1874         | Léon Rigal                         | Droite                   | Banquier à Cannes                                                                                           |
|                                          |              |                                    |                          | |
| 1880                                     |              | Paul-Alexandre Arluc (1845-1929)   | Républicain              | Ingénieur, adjoint au maire de Cannes                                                                       |
| 1880                                     | 1894 (décès) | Marcellin Geoffroy (1833-1894)     | Républicain              | Médecin, maire de Mouans-Sartoux, Président du Conseil d'arrondissement                                     |
| 16 sep. 1894                             | 1898         | François Tubie (1858-1914)         |                          | Avocat, conseiller municipal de Cannes                                                                      |
| 1898                                     | 1904         | Paul Serraillier (1870-1931)       |                          | Propriétaire à Cannes                                                                                       |
| 1904                                     | 1910         | Gustave Calvy (1848-1922)          |                          | Parfumeur, maire du Cannet                                                                                  |
| 1910                                     | 1928         | Augustin Chauve                    | Républicain démocratique | Ancien officier mécanicien de la Marine, Président du Conseil d'arrondissement                              |
| 1928                                     | 1934         | Auguste Henri Tajasque (1872-1950) |                          | Militaire, Président du Conseil d'arrondissement                                                            |
| 1934                                     | 1940         | Émile Boulingue                    |                          | Directeur d'agence, adjoint au maire de Cannes, Président du Conseil d'arrondissement                       |
| 1940                                     |              |                                    |                          | Les conseils d'arrondissement ont été suspendus par la loi du 12 octobre 1940 et n'ont jamais été réactivés |
| Les données manquantes sont à compléter. |              |                                    |                          | |

### Conseillers généraux du canton de Cannes-Est (1973 à 2015)
| Période   | Identité                   | Parti        | Qualité                                                                                                |
| --------- | -------------------------- | ------------ | --- |
|           |                            |              | |
| 1973-1976 | M. Bernard Cornut-Gentille | SE puis DVG  | Haut fonctionnaire Député (1958-1968 et 1973-1978) Maire de Cannes (1959-1968 et 1971-1978)            |
| 1976-1982 | M. Jacques Sallebert       | UDF          | Journaliste                                                                                            |
| 1982-1994 | Mme Anne-Marie Dupuy       | RPR          | Avocate Maire de Cannes (1983-1989)                                                                    |
| 1994-2001 | M. Jacques Dozol           | RPR          | Agent du Trésor public Adjoint au maire de Cannes Ancien conseiller général du Canton de Cannes-Centre |
| 2001-2008 | Mme Jacqueline Héricord    | RPR puis UMP | Médecin                                                                                                |
| 2008-2015 | M. David Lisnard           | UMP          | Ancien attaché parlementaire Maire de Cannes depuis 2014 Député suppléant                              |

## Démographie
| 1975 | 1982 | 1990   | 1999   | 2006   | 2011   | 2012   |
| ---- | ---- | ------ | ------ | ------ | ------ | ------ |
| -    | -    | 26 042 | 23 924 | 25 613 | 25 693 | 26 332 |